# DDR-Fußballmeisterschaft der Jugend 1954
Die DDR-Fußballmeisterschaft der Jugend 1954 war die 4. Auflage dieses Wettbewerbes, der von der Sektion Fußball (DDR) durchgeführt wurde. Der Wettbewerb begann am 16. Mai 1954 mit der Vorrunde und endete am 28. Juni 1954 mit dem Titelgewinn der BSG Chemie Zeitz, die im Finale gegen die BSG Einheit Schwerin gewann.

## Teilnehmende Mannschaften
An der DDR-Fußballmeisterschaft der Jugend (B-Jugend) für die Altersklasse (AK) 15/16 nahmen die Bezirksmeister der 14 Bezirke auf dem Gebiet der DDR sowie der Meister und Vizemeister aus Ost-Berlin teil. Spielberechtigt waren Spieler bis zum 16. Lebensjahr (Stichtag: 1. August 1937).
Folgende Mannschaften qualifizierten sich für die DDR-Fußballmeisterschaft der Jugend:
| - Bezirk Rostock BSG Einheit Greifswald - Bezirk Schwerin BSG Einheit Schwerin - Bezirk Neubrandenburg BSG Lokomotive Demmin - Bezirk Potsdam BSG Motor Süd Brandenburg - Ost-Berlin SG Grünau SG Lichtenberg 47 (Vizemeister) | - Bezirk Frankfurt (Oder) BSG Lokomotive Frankfurt - Bezirk Magdeburg BSG Lokomotive Stendal - Bezirk Halle BSG Chemie Zeitz - Bezirk Leipzig BSG Chemie Leipzig - Bezirk Cottbus BSG Aktivist Brieske-Ost | - Bezirk Dresden BSG Turbine Görlitz - Bezirk Karl-Marx-Stadt BSG Motor Limbach-Oberfrohna - Bezirk Erfurt BSG Turbine Erfurt - Bezirk Gera BSG Chemie Kahla - Bezirk Suhl BSG Motor Steinach |

## Modus
In der Vorrunde wurde in vier Staffeln zu je vier Mannschaften gespielt. In diesen, wurde nach dem Modus „Jeder gegen Jeden“ in einer einfachen Runde gespielt. Die vier Staffelsieger ermittelten ab dem Halbfinale im K.-o.-System den DDR-Fußballmeister der Jugend.

## Vorrunde

### Staffel 1
Spiele
| Datum                 |                              | Ergebnis |                              |
| --------------------- | ---------------------------- | -------- | ---------------------------- |
| So 16. Mai, 14:00 Uhr | BSG Lokomotive Frankfurt     | 1:2      | SG Lichtenberg 47            |
| So 16. Mai, 12:30 Uhr | BSG Einheit Schwerin         | 3:0      | BSG Motor Limbach-Oberfrohna |
| So 23. Mai, 12:30 Uhr | BSG Einheit Schwerin         | 2:0      | BSG Lokomotive Frankfurt     |
| So 23. Mai, 14:00 Uhr | BSG Motor Limbach-Oberfrohna | 1:1      | SG Lichtenberg 47            |
| So 30. Mai, 14:00 Uhr | SG Lichtenberg 47            | 2:3      | BSG Einheit Schwerin         |
| So 30. Mai, 14:00 Uhr | BSG Lokomotive Frankfurt     | 4:1      | BSG Motor Limbach-Oberfrohna |

Abschlusstabelle
| Pl. | Mannschaft                   | Sp. | S | U | N | Tore    | Quote | Punkte |
| --- | ---------------------------- | --- | - | - | - | ------- | ----- | ------ |
| 1.  | BSG Einheit Schwerin         | 3   | 3 | 0 | 0 | 008:200 | 4,00  | 06:0   |
| 2.  | SG Lichtenberg 47            | 3   | 1 | 1 | 1 | 005:500 | 1,00  | 03:30  |
| 3.  | BSG Lokomotive Frankfurt     | 3   | 1 | 0 | 2 | 005:500 | 1,00  | 02:40  |
| 4.  | BSG Motor Limbach-Oberfrohna | 3   | 0 | 1 | 2 | 002:800 | 0,25  | 01:50  |

### Staffel 2
Spiele
| Datum                 |                        | Ergebnis |                        |
| --------------------- | ---------------------- | -------- | ---------------------- |
| So 16. Mai, 14:00 Uhr | BSG Einheit Greifswald | 0:0      | SG Grünau              |
| So 16. Mai, 14:00 Uhr | BSG Lokomotive Stendal | 4:1      | BSG Chemie Kahla       |
| So 23. Mai, 14:00 Uhr | BSG Chemie Kahla       | 0:4      | BSG Einheit Greifswald |
| So 23. Mai, 14:00 Uhr | SG Grünau              | 2:0      | BSG Lokomotive Stendal |
| So 30. Mai, 14:00 Uhr | SG Grünau              | 3:0      | BSG Chemie Kahla       |
| So 30. Mai, 14:00 Uhr | BSG Einheit Greifswald | 1:0      | BSG Lokomotive Stendal |

Entscheidungsspiel
| Datum                  |                        | Ergebnis |           | Ort       |
| ---------------------- | ---------------------- | -------- | --------- | --------- |
| Sa 06. Juni, 11:00 Uhr | BSG Einheit Greifswald | 1:2      | SG Grünau | Neuruppin |

Abschlusstabelle
| Pl. | Mannschaft             | Sp. | S | U | N | Tore    | Quote | Punkte |
| --- | ---------------------- | --- | - | - | - | ------- | ----- | ------ |
| 1.  | SG Grünau              | 3   | 2 | 1 | 0 | 005:000 | ∞     | 05:10  |
| 2.  | BSG Einheit Greifswald | 3   | 2 | 1 | 0 | 005:000 | ∞     | 05:10  |
| 3.  | BSG Lokomotive Stendal | 3   | 1 | 0 | 2 | 004:400 | 1,00  | 02:40  |
| 4.  | BSG Chemie Kahla       | 3   | 0 | 0 | 3 | 001:110 | 0,09  | 0:60   |

### Staffel 3
Spiele
| Datum                 |                       | Ergebnis |                       |
| --------------------- | --------------------- | -------- | --------------------- |
| So 16. Mai, 14:00 Uhr | BSG Turbine Görlitz   | 1:2      | BSG Chemie Zeitz      |
| So 16. Mai, 14:00 Uhr | BSG Lokomotive Demmin | 0:8      | BSG Turbine Erfurt    |
| So 23. Mai, 14:00 Uhr | BSG Chemie Zeitz      | 8:1      | BSG Lokomotive Demmin |
| So 23. Mai, 14:00 Uhr | BSG Turbine Erfurt    | 2:0      | BSG Turbine Görlitz   |
| So 30. Mai, 14:00 Uhr | BSG Turbine Erfurt    | 0:2      | BSG Chemie Zeitz      |
| So 30. Mai, 14:00 Uhr | BSG Turbine Görlitz   | 5:1      | BSG Lokomotive Demmin |

Abschlusstabelle
| Pl. | Mannschaft            | Sp. | S | U | N | Tore    | Quote | Punkte |
| --- | --------------------- | --- | - | - | - | ------- | ----- | ------ |
| 1.  | BSG Chemie Zeitz      | 3   | 3 | 0 | 0 | 012:200 | 6,00  | 06:0   |
| 2.  | BSG Turbine Erfurt    | 3   | 2 | 0 | 1 | 010:200 | 5,00  | 04:20  |
| 3.  | BSG Turbine Görlitz   | 3   | 1 | 0 | 2 | 006:500 | 1,20  | 02:40  |
| 4.  | BSG Lokomotive Demmin | 3   | 0 | 0 | 3 | 002:210 | 0,10  | 0:60   |

### Staffel 4
Spiele
| Datum                 |                           | Ergebnis |                           |
| --------------------- | ------------------------- | -------- | ------------------------- |
| So 16. Mai, 14:00 Uhr | BSG Motor Süd Brandenburg | 2:4      | BSG Aktivist Brieske-Ost  |
| So 16. Mai, 14:00 Uhr | BSG Motor Steinach        | 0:3      | BSG Chemie Leipzig        |
| So 23. Mai, 14:00 Uhr | BSG Motor Steinach        | 0:2      | BSG Motor Süd Brandenburg |
| So 23. Mai, 14:00 Uhr | BSG Chemie Leipzig        | 2:0      | BSG Aktivist Brieske-Ost  |
| So 30. Mai, 14:00 Uhr | BSG Aktivist Brieske-Ost  | 7:1      | BSG Motor Steinach        |
| So 30. Mai, 14:00 Uhr | BSG Motor Süd Brandenburg | 0:0      | BSG Chemie Leipzig        |

Abschlusstabelle
| Pl. | Mannschaft                | Sp. | S | U | N | Tore    | Quote | Punkte |
| --- | ------------------------- | --- | - | - | - | ------- | ----- | ------ |
| 1.  | BSG Chemie Leipzig        | 3   | 2 | 1 | 0 | 005:000 | ∞     | 05:10  |
| 2.  | BSG Aktivist Brieske-Ost  | 3   | 2 | 0 | 1 | 011:500 | 2,20  | 04:20  |
| 3.  | BSG Motor Süd Brandenburg | 3   | 1 | 1 | 1 | 004:400 | 1,00  | 03:30  |
| 4.  | BSG Motor Steinach        | 3   | 0 | 0 | 3 | 001:120 | 0,08  | 0:60   |

## Halbfinale
| Datum                  |                      | Ergebnis |                    | Ort        |
| ---------------------- | -------------------- | -------- | ------------------ | ---------- |
| So 13. Juni, 13:30 Uhr | BSG Einheit Schwerin | 2:0      | BSG Chemie Leipzig | Burg       |
| So 13. Juni, 14:00 Uhr | SG Grünau            | 1:3      | BSG Chemie Zeitz   | Bitterfeld |

## Spiel um Platz 3
Das Spiel fand im Rostocker Ostseestadion statt.
| Datum                  |                    | Ergebnis |           |
| ---------------------- | ------------------ | -------- | --------- |
| Sa 27. Juni, 15:00 Uhr | BSG Chemie Leipzig | 1:2      | SG Grünau |

## Finale
| Paarung              | BSG Einheit Schwerin – BSG Chemie Zeitz |
| Ergebnis             | 1:3 n. V. (1:1, 0:1) |
| Datum                | Sonntag, 28. Juni 1954 um 12:30 Uhr |
| Stadion              | Ostseestadion, Rostock |
| Zuschauer            | 25.000 |
| Schiedsrichter       | Hans Haack (Karl-Marx-Stadt) |
| Tore                 | 0:1 Pacholsky (7.) 1:1 Kuhl (58.) 1:2 Freyer (76.) 1:3 Helm (78.) |
| BSG Einheit Schwerin | Flagel – Kuhl, Waedow , Methmann – Schulz, Finger – Pietruschka, Fürstenau, Starzan, Ottokar Soltwedel, Marten Cheftrainer: Luge                                                                                            |
| BSG Chemie Zeitz     | Gerd Strauch – Eberhard Gasse, Rudolf Rößler, Rudolf Heyner – Günther Nitzsche, Lothar Helm – Dietmar Lucker, Helmut Freyer, Karl-Heinz Hebner, Lothar Pacholski, Johannes Reichelt Cheftrainer: Fritz Sack / Rudolf Kraske |